# Кхан, Нахнатчка
Нахнатчка Кхан (англ. Nahnatchka Khan; род. 17 июня 1973, Лас-Вегас, Невада) — американская сценаристка и продюсер. Известна как создательница и исполнительный продюсер телесериалов «Не верь с*** из квартиры 23» (2012–2013), «Трудности ассимиляции» (2015–2020) и «Молодой Скала» (2021–2023).

## Биография
Нахнатчка Кхан родилась в Лас-Вегасе и выросла на Гавайях, училась в Школе кинематографического искусства Университета Южной Калифорнии. Её родители иммигрировали в США из Ирана. Её брат Ник Хан является президентом крупнейшего рестлинг-промоушна WWE.
Кхан начала свою карьеру сценариста с сериала «Малкольм в центре внимания» кинообъединения «Двадцатый век Фокс». Также она работала в Disney Television Animation, приложив руку к анимационной комедии «Пеппер Энн». Среди прочих сценарных работ Нахнатчки Кхан — «Американский папаша!» и «Нетакая».
В 2018 году было объявлено, что Кхан совершит режиссёрский дебют, сняв комедию «Ты — моё сомнение», премьера которой состоялась на Netflix в 2019 году. В 2023 году выпустила фильм «Конкретный убийца».